# Hickory Ground
Hickory Ground, también conocido como Otciapofa (o Odshiapofa, Ocheopofau y Ocheubofau) es una ciudad tribal histórica de los muscoguis y un sitio arqueológico en el condado de Elmore, Alabama cerca de Wetumpka. Se le conoce como Oce Vpofa en el idioma maskoki; el nombre deriva de oche-ub, "nogal americano" y po-fau, "entre". Es conocido por haber sido la última capital del Consejo Nacional de la Nación Creek, antes de que la tribu se trasladara al Territorio Indígena en la década de 1830. Fue agregado al Registro Nacional de Lugares Históricos el 10 de marzo de 1980.

## Sitio arqueológico
El sitio arqueológico tiene una extensión de 33 acres, está fuera de Wetumpka en la parte baja río Coosa, al norte de donde se une al río Tallapoosa. Es un antiguo pueblo con un terreno ceremonial, cementerios y sitios de basura.

## Historia
Hickory Ground u Otciapofa, fue establecido por los muscoguis de Little Tulsa, ubicado en el río Coosa. El sitio fue documentado durante tiempos históricos por William Bartram en la década de 1770 y Benjamin Hawkins en 1799. La ciudad acogió a varios miles de muscoguis y sirvió como la última capital del Consejo Nacional de la Nación Muscogui desde 1802 hasta 1814. Durante la Guerra Creek, los habitantes que no luchaban en la guerra fueron confinados en el cercano Fuerte Jackson. Después del final de la guerra, se les permitió reasentarse en el sitio y permanecieron allí hasta 1832, cuando fueron trasladados por la fuerza al Territorio Indígena.
El sitio fue redescubierto en 1968 por el arqueólogo David Chase de la Universidad de Auburn. El redescubrimiento no se hizo público hasta mucho más tarde, cuando se anunciaron planes para construir apartamentos en el sitio. Gracias a los esfuerzos de la Comisión Histórica de Alabama y la Poarch Band of Creek Indians, el sitio fue adquirido a principios de 1980 mediante fondos equivalentes de 165 000 dólares del Departamento del Interior de los Estados Unidos e incentivos fiscales para el propietario anterior. Las excavaciones en 1988 y 1991 encontraron evidencia de ocupación en el sitio durante cinco períodos culturales distintos, que van desde el Arcaico Temprano (8000-6000 a. C.) hasta la ocupación histórica muscogui.
Los miembros del pueblo tribal de Otciapofa formaron parte de la Confederación de Muscogui en Alabama, antes de su traslado forzoso al Territorio Indígena durante la década de 1830. Después de reasentarse en territorio indígena, los miembros de Hickory Ground establecieron otra ciudad con ese nombre cerca de Henryetta, Oklahoma. Chitto Harjo pertenecía al nuevo Hickory Ground, donde se lanzó el Levantamiento de la Serpiente Loca de 1901.

## Controversia
En agosto de 1980, la propiedad fue otorgada a Poarch Band. Se colocó bajo una servidumbre de 20 años que limitaba el desarrollo de la propiedad. El sitio se convirtió en parte de las tierras de reserva de Poarch Band en 1984, cuando se convirtieron en una tribu reconocida a nivel federal. Después de la expiración de la servidumbre, Poarch construyó una sala de bingo para nativos americanos en el sitio entre 2001 y 2002, lo que requirió la excavación del sitio de la sala de bingo y la exhumación de las tumbas muscoguis encontradas allí. La Nación muscogui de Oklahoma calificó la construcción en el sitio de "deplorable" y afirmó que muchos entierros fueron perturbados durante la fase inicial de construcción. A este desarrollo comercial del sitio para una sala de bingo también se opusieron otras tribus, tanto dentro como fuera del estado; la Comisión Histórica de Alabama; la delegación de Alabama en la Cámara de Representantes, que presentó legislación en un intento fallido de detenerla; y aproximadamente 50 miembros de Poarch, quienes escribieron cartas a la Comisión Histórica de Alabama.
El anuncio de julio de 2012 de una expansión de 246 millones de dólares para crear un hotel y casino de 20 pisos en el sitio provocó más protestas por parte de los integrantes de la Nación Muscogui y la amenaza de acciones legales. The Poarch negó que el sitio histórico en sí se haya visto afectado por su desarrollo, afirmando en un comunicado de prensa que era "tierra protegida que no es parte de la expansión de un casino". La disputa sobre el desarrollo de Hickory Ground es parte de un desacuerdo más amplio entre Poarch Band y Oklahoma Muscogee; algunos en la tribu de Oklahoma se ven a sí mismos como "tradicionalistas" y ven a Poarch Band, que se quedó en Alabama cuando el resto de los muscoguis fueron eliminados durante el sendero de las lágrimas, como "indígenas cuestionables".
El artículo del Montgomery Advertiser del 21 de agosto de 2012 decía: Robert McGhee, miembro del consejo tribal de Poarch Band, no dio indicios de que el grupo planeara detener la construcción y no estuvo de acuerdo con la acusación de Tiger de que el grupo carecía de respeto por los valores culturales. “Hemos tenido mucho cuidado de honrar la historia y preservar el pasado mientras aseguramos el futuro de nuestra tribu”, respondió por correo electrónico al Montgomery Advertiser: "Es desafortunado que ni el problema ni nuestra respuesta se retrataran con precisión, pero entendemos que estas heridas centenarias son profundas y el dolor que resultó de la expulsión forzosa de las tribus del sureste aún permanece".
El 12 de octubre de 2012, el Consejo Intertribal de las Cinco Tribus Civilizadas, incluidas las naciones chickasaw, choctaw, cheroqui, muscogui y seminole, adoptó por unanimidad una resolución que respalda los esfuerzos para detener la profanación de Hickory Ground.
El 12 de diciembre de 2012, la Nación Muscogui y la ciudad tribal Hickory Ground presentaron una demanda federal en el Tribunal de Distrito de los Estados Unidos para el Distrito Medio de Alabama para detener el desarrollo del casino. La demanda alegaba que la excavación de restos humanos y objetos funerarios de los muscoguis en Hickory Ground violaba la Ley de Protección y Repatriación de Tumbas de Nativos Americanos (NAGPRA, por sus siglas en inglés) y otras leyes federales.
El 14 de mayo de 2015, la directora jurídica de Poarch Creek, Lori Stinson, testificó ante el Subcomité de Asuntos Indígenas e Insulares y respondió a acusaciones engañosas sobre la cuestión de Hickory Ground. Stinson comentó que las decisiones de desarrollar Hickory Ground para iniciativas económicas tribales fueron motivadas por otros problemas legales y políticos, relacionados con la soberanía de las naciones indígenas estadounidenses. La Banda Poarch no tenía tierras en fideicomiso aparte de las tierras de Hickory Ground. Stinson también señaló que la Banda Poarch había comprado las tierras en 1980 para evitar que se vendieran a un "gran minorista", y mencionó además que antes de que la tribu comprara las tierras, "la propiedad había sido inundada por el río Coosa y cultivada durante más de un siglo, y décadas de desarrollo comercial rodearon el terreno", incluyendo una subdivisión de viviendas, un Winn-Dixie, varios restaurantes, Alabama State Roads, edificios del condado de Elmore y varios negocios. Stinson enfatizó que las tribus tienen que construir una economía para ejercer la soberanía, y respondió que la tribu continuará "preservando nuestra historia y cultura tribales mientras emprende proyectos que aseguren la estabilidad financiera de nuestro gobierno tribal y la seguridad económica para nuestra gente".
En la zona se ha abierto un hotel de varios pisos.

## Otras fuentes
- Swanson, John Reed (1922). Early history of the Creek Indians and their neighbors. Washington, D.C.: Government Printing Office. pp. 242-243. Consultado el 19 de agosto de 2012.